# Yangqungou
Yangqungou (kinesiska: 羊群沟, 羊群沟乡) är en socken i Kina. Den ligger i den autonoma regionen Inre Mongoliet, i den norra delen av landet, omkring 82 kilometer söder om regionhuvudstaden Hohhot. Antalet invånare är 4372. Befolkningen består av 2 126 kvinnor och 2 246 män. Barn under 15 år utgör 13,0 %, vuxna 15-64 år 77 %, och äldre över 65 år 9,0 %.
Genomsnittlig årsnederbörd är 627 millimeter. Den regnigaste månaden är juli, med i genomsnitt 197 mm nederbörd, och den torraste är januari, med 3 mm nederbörd.